# Balduin Baas
Balduin Baas (Danzica, 9 giugno 1922 – Amburgo, 22 maggio 2006) è stato un attore tedesco.
È apparso in 77 film, serie televisive e programmi televisivi tra il 1954 e il 2002.

## Filmografia

### Cinema
- Il capitano di Koepenick (Der Hauptmann von Köpenick), regia di Helmut Käutner (1956)
- Skandal um Dr. Vlimmen, regia di Arthur Maria Rabenalt (1956)
- Drei Birken auf der Heide, regia di Ulrich Erfurth (1956)
- Die verpfuschte Hochzeitsnacht, regia di Wolfgang Schleif (1957)
- Der müde Theodor, regia di Géza von Cziffra (1957)
- Der Mann, der nicht nein sagen konnte, regia di Kurt Früh (1958)
- Il resto è silenzio (Der Rest ist Schweigen), regia di Helmut Käutner (1959)
- Gauner-Serenade, regia di Thomas Engel (1960)
- Eine hübscher als die andere, regia di Axel von Ambesser (1961)
- Il gioco dell'assassino (Mörderspiel), regia di Helmuth Ashley (1961)
- Der Lügner, regia di Ladislao Vajda (1961)
- Genosse Münchhausen, regia di Wolfgang Neuss (1962)
- Lausbubengeschichten, regia di Helmut Käutner (1964)
- DM-Killer, regia di Rolf Thiele (1965)
- Die Herren, regia di Franz Seitz, Rolf Thiele e Alfred Weidenmann (1965)
- Sopra e sotto il letto (Das Liebeskarussell), regia di Rolf Thiele, Axel von Ambesser e Alfred Weidenmann (1965)
- Nude e caste alla fonte (Die Liebesquelle), regia di Ernst Hofbauer (1966)
- Ich suche einen Mann, regia di Alfred Weidenmann (1966)
- I dolci peccati di Venere (Grieche sucht Griechin), regia di Rolf Thiele (1966)
- La locanda delle bambole crudeli (Das Rasthaus der grausamen Puppen), regia di Rolf Olsen (1967)
- Die Lümmel von der ersten Bank - 1. Trimester: Zur Hölle mit den Paukern, regia di Werner Jacobs (1968)
- Siamo tutti matti? (Die Ente klingelt um halb acht), regia di Rolf Thiele (1968)
- Zum Teufel mit der Penne - Die Lümmel von der ersten Bank, 2. Teil, regia di Werner Jacobs (1968)
- Ohrfeigen, regia di Rolf Thiele (1970)
- Wir haun die Pauker in die Pfanne - Die Lümmel von der ersten Bank, V. Teil, regia di Harald Reinl (1970)
- Zwanzig Mädchen und die Pauker - Heute steht die Penne kopf, regia di Werner Jacobs (1971)
- Morgen fällt die Schule aus - Die Lümmel von der ersten Bank, VI. Teil, regia di Werner Jacobs (1971)
- Willi wird das Kind schon schaukeln, regia di Werner Jacobs (1972)
- Betragen ungenügend!, regia di Franz Josef Gottlieb (1972)
- Hauptsache Ferien, regia di Peter Weck (1972)
- Wer einmal in das Posthorn stößt, regia di Gerhard Hartig (1973)
- Bis zur bitteren Neige, regia di Gerd Oswald (1975)
- Prova d'orchestra, regia di Federico Fellini (1978)
- La montagna incantata (Der Zauberberg), regia di Hans W. Geißendörfer (1982)
- Doktor Faustus, regia di Franz Seitz (1982)
- Frevel, regia di Peter Fleischmann (1984)
- Nägel mit Köpfen, regia di Wigbert Wicker (1986)
- La femme fardée, regia di José Pinheiro (1990)
- Pappa ante Portas, regia di Loriot e Renate Westphal-Lorenz (1991)
- Candy, regia di Christopher Roth (1998)

### Televisione
- Prozeß in Dur, regia di Kurt Reiss – film TV (1955)
- Der Verrat von Ottawa, regia di Michael Kehlmann – film TV (1956)
- Die Dreigroschenoper, regia di Michael Kehlmann – film TV (1957)
- Die indiskrete Wirtin - oder die Geschichte vom Untermieter, der seine Briefe gern allein lesen wollte, regia di Josef Dahmen – film TV (1957)
- Das Geld liegt auf der Straße, regia di Egon Monk – film TV (1958)
- Biedermann und die Brandstifter, regia di Fritz Schröder-Jahn – film TV (1958)
- Perichole, regia di Michael Kehlmann – film TV (1958)
- Die sechste Frau, regia di Ulrich Erfurth – film TV (1959)
- Die Caine war ihr Schicksal, regia di Hanns Farenburg – film TV (1959)
- Ein Walzertraum, regia di Kurt Wilhelm – film TV (1959)
- Sind Sie frei, Fräulein? – miniserie TV (1959)
- Es gibt immer drei Möglichkeiten – miniserie TV, episodi 1x02 (1959)
- Oben und unten – serie TV, episodi 1x05 (1960)
- Des unbekannten Autors ungeschriebenes Stück, regia di William Trenk – film TV (1961)
- Meine Frau Susanne – serie TV, episodi 1x01 (1963)
- Zitronen aus Sizilien, regia di Ettore Cella – film TV (1963)
- Der Hexer, regia di Rainer Erler – film TV (1963)
- Mein Leopold, regia di Hans Heinrich – film TV (1963)
- Doktor Murkes gesammeltes Schweigen, regia di Rolf Hädrich – film TV (1964)
- Intermezzo, regia di Rudolf Jugert – film TV (1965)
- Krimi-Quiz - Amateure als Kriminalisten – serie TV, 4 episodi (1965)
- 100 Jahre Kurfürstendamm, regia di Kurt Wilhelm – film TV (1966)
- Panoptikum, regia di Thilo Philipp – film TV (1966)
- Dreizehn Briefe – serie TV, episodi 1x04 (1967)
- Auf der Lesebühne der Literarischen Illustrierten – serie TV, 2 episodi (1967)
- Ein Fall für Titus Bunge – serie TV, episodi 1x08 (1967)
- Valentin Katajews chirurgische Eingriffe in das Seelenleben des Dr. Igor Igorowitsch, regia di Helmut Käutner – film TV (1967)
- Die Verfolgung und Ermordung Jean Paul Marats, regia di Peter Schulze-Rohr – film TV (1967)
- Mein Kapitän ist tot, regia di Klaus Kirschner – film TV (1968)
- Die grüne Nacht von Ziegenberg, regia di Gerd Winkler – film TV (1969)
- Der rasende Lokalreporter – serie TV, episodi 1x01-1x02-1x03 (1969)
- Jacques Offenbach - Ein Lebensbild, regia di Rudolf Jugert – film TV (1969)
- Das Bastardzeichen, regia di Herbert Vesely – film TV (1970)
- Polizeifunk ruft – serie TV, episodi 4x06 (1970)
- Miss Molly Mill – serie TV, episodi 1x03 (1970)
- Percy Stuart – serie TV, episodi 3x01 (1970)
- Tatort – serie TV, episodi 1x10 (1971)
- Frei nach Mark Twain – serie TV, episodi 1x08 (1971)
- Dem Täter auf der Spur – serie TV, episodi 1x16 (1973)
- Mein onkel Benjamin, regia di Thomas Engel – film TV (1973)
- Unendlich tief unten, regia di Pete Ariel – film TV (1977)
- Schusters Gespenster – miniserie TV (1978)
- Kommissariat 9 – serie TV, episodi 2x13 (1979)
- Moral, regia di Kurt Wilhelm – film TV (1979)
- Glaube, Liebe, Hoffnung, regia di Michael Kehlmann – film TV (1980)
- Squadra speciale K1 (Sonderdezernat K1) – serie TV, episodi 1x02-4x01 (1972-1981)
- Manni, der Libero – serie TV, episodi 1x13 (1982)
- Die unsterblichen Methoden des Franz Josef Wanninger – serie TV, episodi 5x12 (1982)
- Die Pawlaks - Eine Geschichte aus dem Ruhrgebiet – serie TV, episodi 1x08-1x12 (1982)
- Der Heuler, regia di Rosemarie Fendel – film TV (1982)
- Im Kopf brennt noch Licht, regia di Klaus-Dieter Lang – film TV (1983)
- Opération O.P.E.N. – serie TV, episodi 1x02 (1984)
- Glücklich geschieden ... – serie TV (1985)
- La famiglia Drombusch (Diese Drombuschs) – serie TV, episodi 2x01 (1985)
- L'Ispettore Derrick (Derrick) – serie TV, episodi 11x06-11x09-13x02 (1984-1986)
- Hafendetektiv – serie TV, episodi 1x03 (1987)
- Spätes glück nicht ausgeschlossen, regia di Franz Josef Gottlieb – film TV (1988)
- Eurocops – serie TV, episodi 1x02 (1988)
- Il medico di campagna (Der Landarzt) – serie TV, episodi 2x13 (1989)
- Il commissario Köster (Der Alte) – serie TV, episodi 13x01-13x06 (1989)
- L'eredità dei Guldenburg (Das Erbe der Guldenburgs) – serie TV, 13 episodi (1987-1990)
- Sterne des Südens – serie TV, episodi 1x03 (1992)
- Der kleine Vampir - Neue Abenteuer – serie TV, episodi 1x06 (1993)
- Unsere Hagenbecks – serie TV, episodi 3x01 (1994)
- Blankenese – serie TV, episodi 1x15 (1994)
- Evelyn Hamann's Geschichten aus dem Leben – serie TV, episodi 2x02 (1995)
- Doppelter Einsatz – serie TV, episodi 2x14 (1996)
- Willi und die Windzors, regia di Hape Kerkeling – film TV (1996)
- 14º Distretto (Großstadtrevier) – serie TV, 4 episodi (1987-1997)
- Einsatz Hamburg Süd – serie TV, episodi 1x02 (1997)
- Il nostro amico Charly (Unser Charly) – serie TV, episodi 4x01 (1998)
- Die blauen und die grauen Tage, regia di Dagmar Damek – film TV (2000)
- Edgar Wallace - Das Schloss des Grauens, regia di Wolfgang F. Henschel – film TV (2002)